# Helena Larsdotter Lindelia

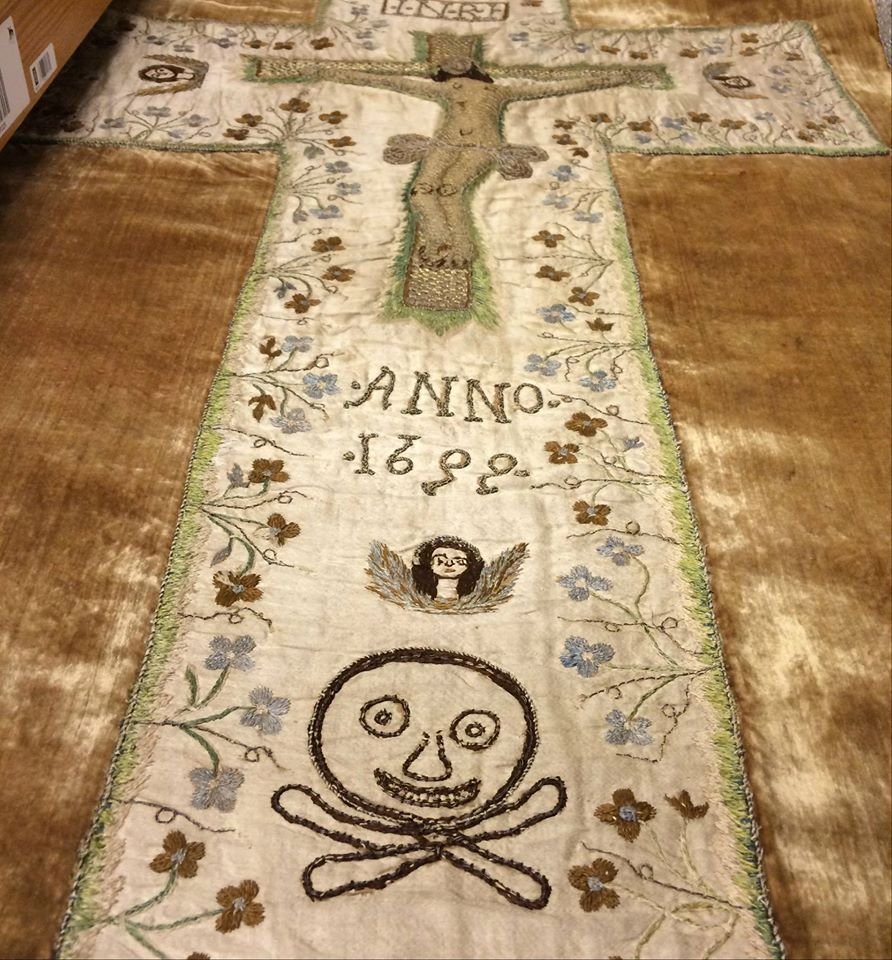
Under korset ANNO 1699 samt dödskalle. Nävelsjö kyrka. Av Helena Larsdotter Lindelia.

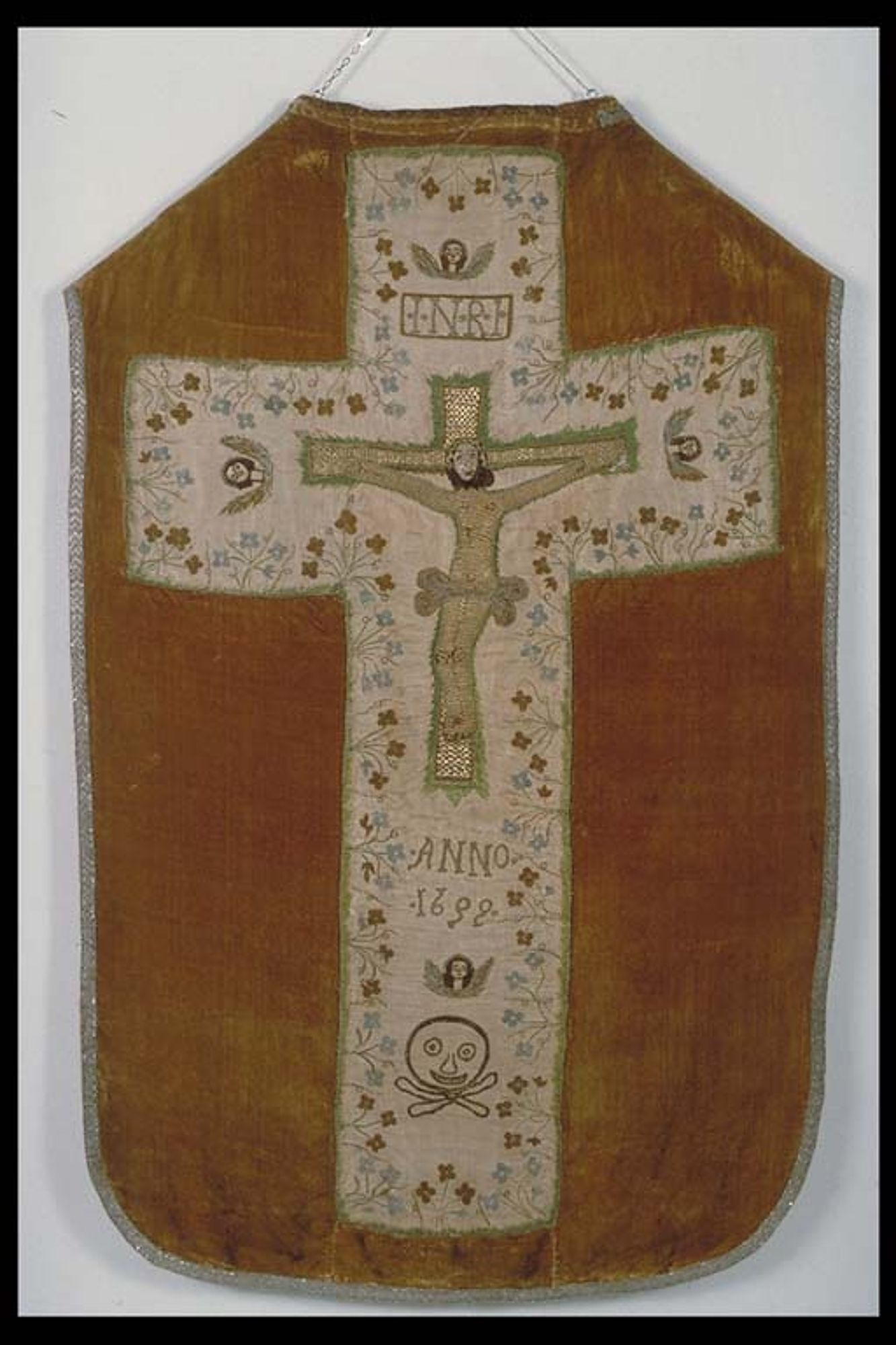
Mässhake, Nävelsjö kyrka.

Helena Larsdotter Lindelia, död 1710, var en svensk konsthantverkare eller brodös (på den tiden ännu känd som pärlstickare). Hon är känd för sina kyrkliga textilier och var aktiv i trakterna kring Eksjö i Småland under åren 1682–1710. Hon var en av få kvinnor i Sverige som försörjde sig på broderi under sin samtid.  

## Biografi
Helena Larsdotter Lindelias familj är okänd. Det är känt att hon ägde Vaxblekargårdeni Eksjö från 1679 och att hon det året var änka. Hon var möjligen dotter till skräddaren Lars Månsson, som ägde granngården på Östra Långgatan, och syster till dennes son, skräddaren Måns Larsson. Sedan Lindelia blev änka samarbetade hon troligtvis med sin far och sin bror som båda var skräddare. Sedan hon blev änka tycks hon ha varit verksam som professionell textilkonstnär. Helena Larsdotter Lindelia hade egen produktion, under eget namn. Hennes broderier är yrkesmässigt utförda, det är okänt om hon har gått i lära hos en yrkesbrodör eller lärt sig genom att studera professionella arbeten i kyrkorna.

### Konstnärskap
Det finns 41 kända sakrala arbeten av Helena Larsdotter Lindelia, flertalet utförda för småländska kyrkor, men det finns också några i Skåne. Mässhaken i Hultsjö kyrka, daterad 1708 är den sist utförda bland hennes kända verk. Helena Larsdotter avled två år senare.
Helena Larsdotter Lindelia har bland annat gjort guld- och silkebroderier på mässhake av sammet för Nävelsjö kyrka 1699. Den finns att se på Historiska museet i utställningen History Unfolds. 
Hennes arbete speglar den rådande bildvärlden under 1600-talets slut, men hon kombinerar stygn och material mer typiska för senmedeltiden. Hennes korsfästelsebilder är mycket karaktäristiska, Kristusfiguren är naivt tecknad, med en leende Kristus, och under korset ofta försedda med en klotrund dödskalle och korslagda benknotar, vilket också finns på mässhaken i Hultsjö. Dödskallen under korset är ett vanligt motiv och symboliserar huvudskalleplatsen som Golgata också benämns, men dödskallarna är normalt inte så här glada. Mässhaken från 1708 är utförd på svart sammet med applikationer av vitt silke.
Vetlanda museum har några av hennes arbeten i sin permanenta utställning.